# Мотель

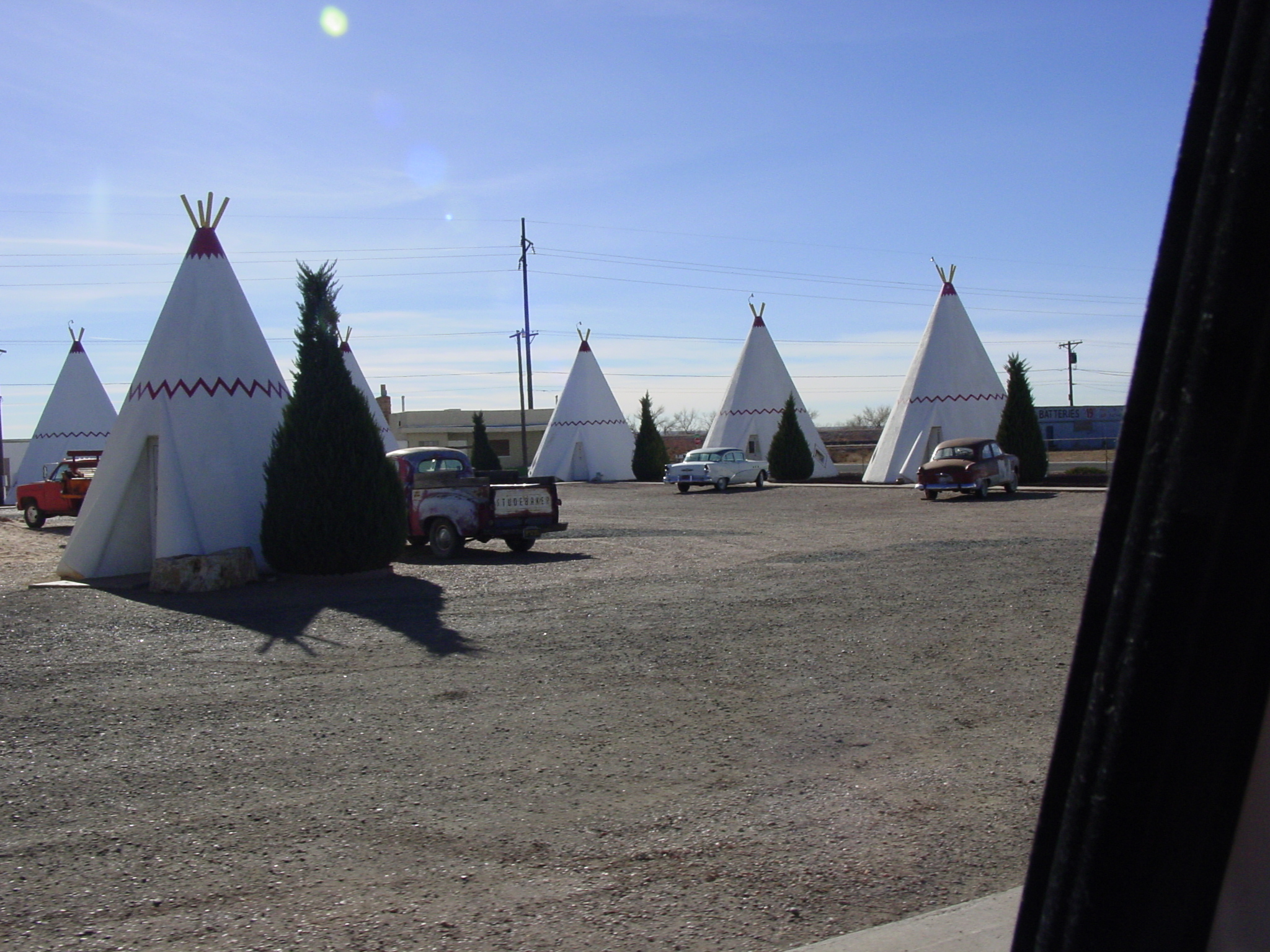
Мотель в виде типи в Аризоне

Моте́ль (от англ. motor hotel) — небольшая придорожная гостиница, вход в номера которой осуществляется с улицы (с места парковки автомобиля).
Как правило, мотели имеют всего один или два этажа, количество дополнительных услуг и типов номеров минимально, что соответствует низкой стоимости проживания. Для многих людей, особенно постоянно находящихся в разъездах на своих автомобилях, мотели удобны отсутствием долгих регистрационных формальностей, возможностью иметь свою машину на виду; прямой доступ с улицы в номер также является преимуществом для инвалидов. К недостаткам мотелей относится их низкий уровень безопасности, а также минимальное обслуживание.

## Галерея

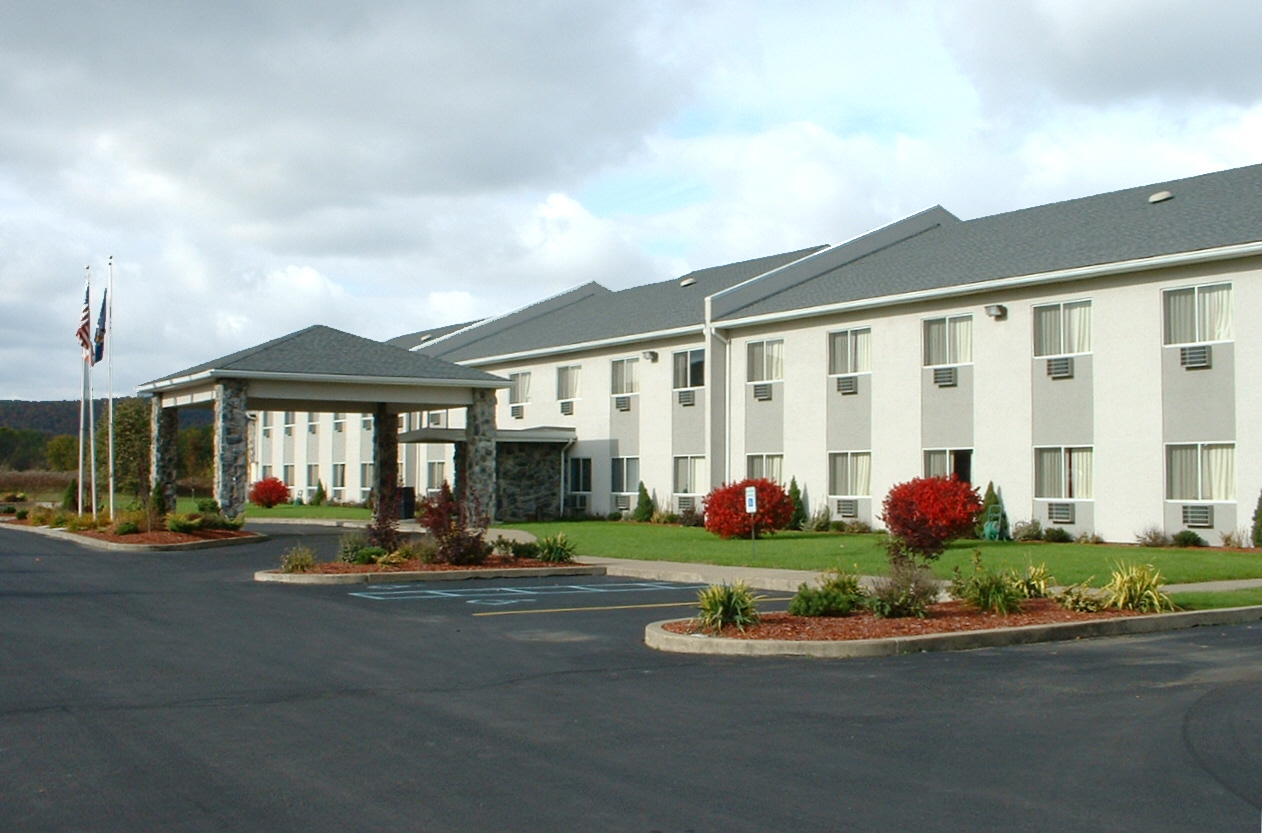
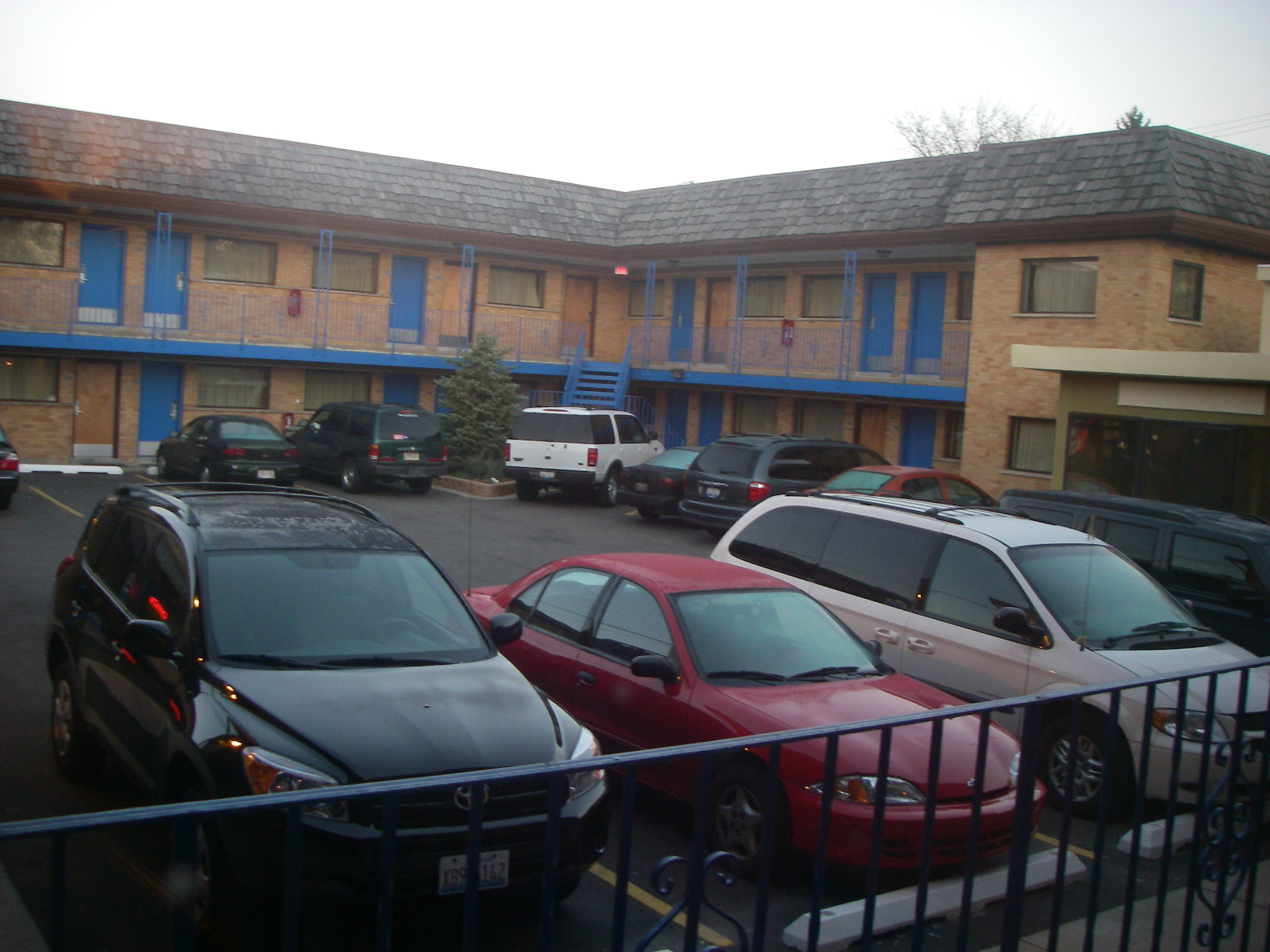
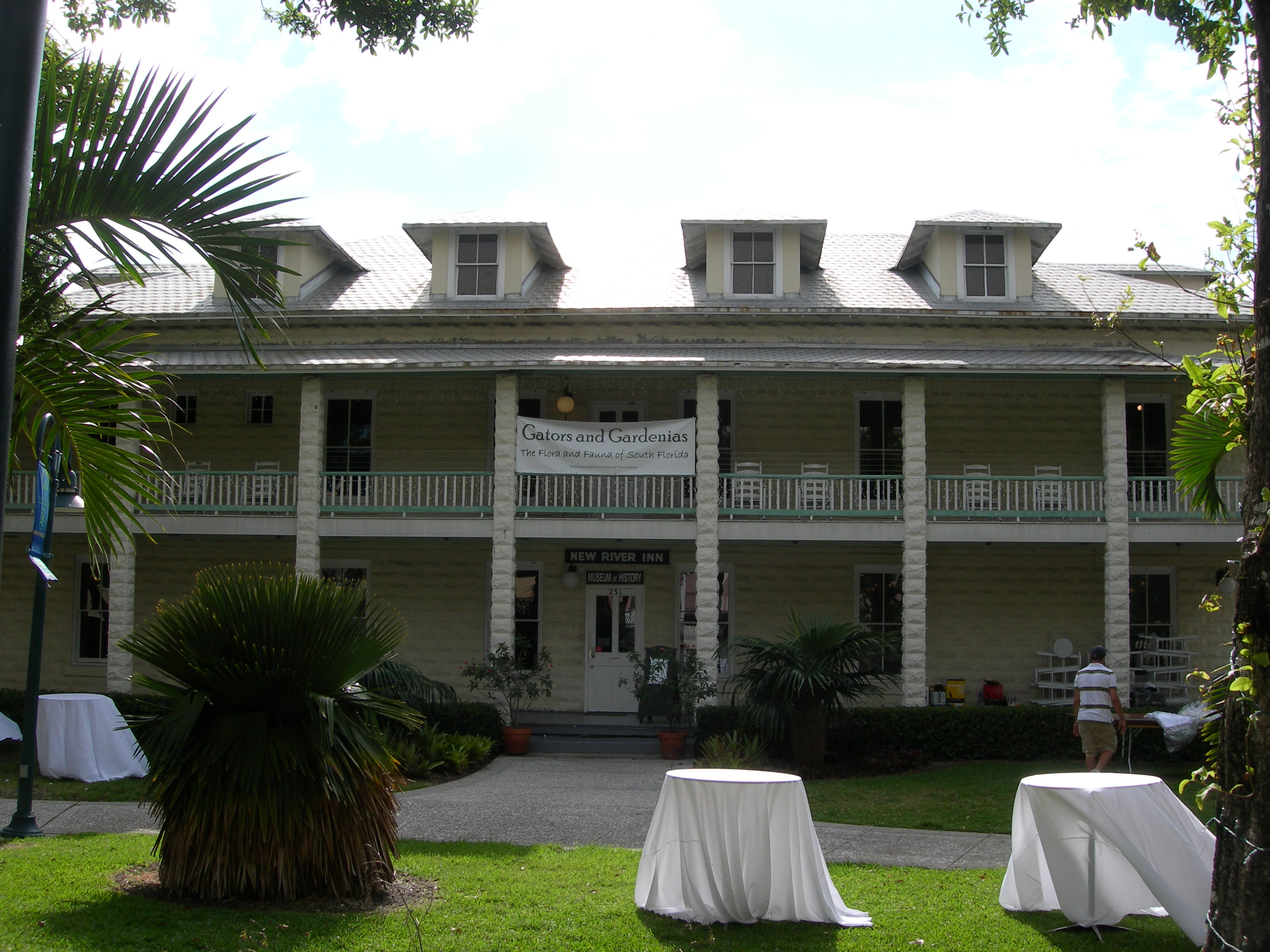
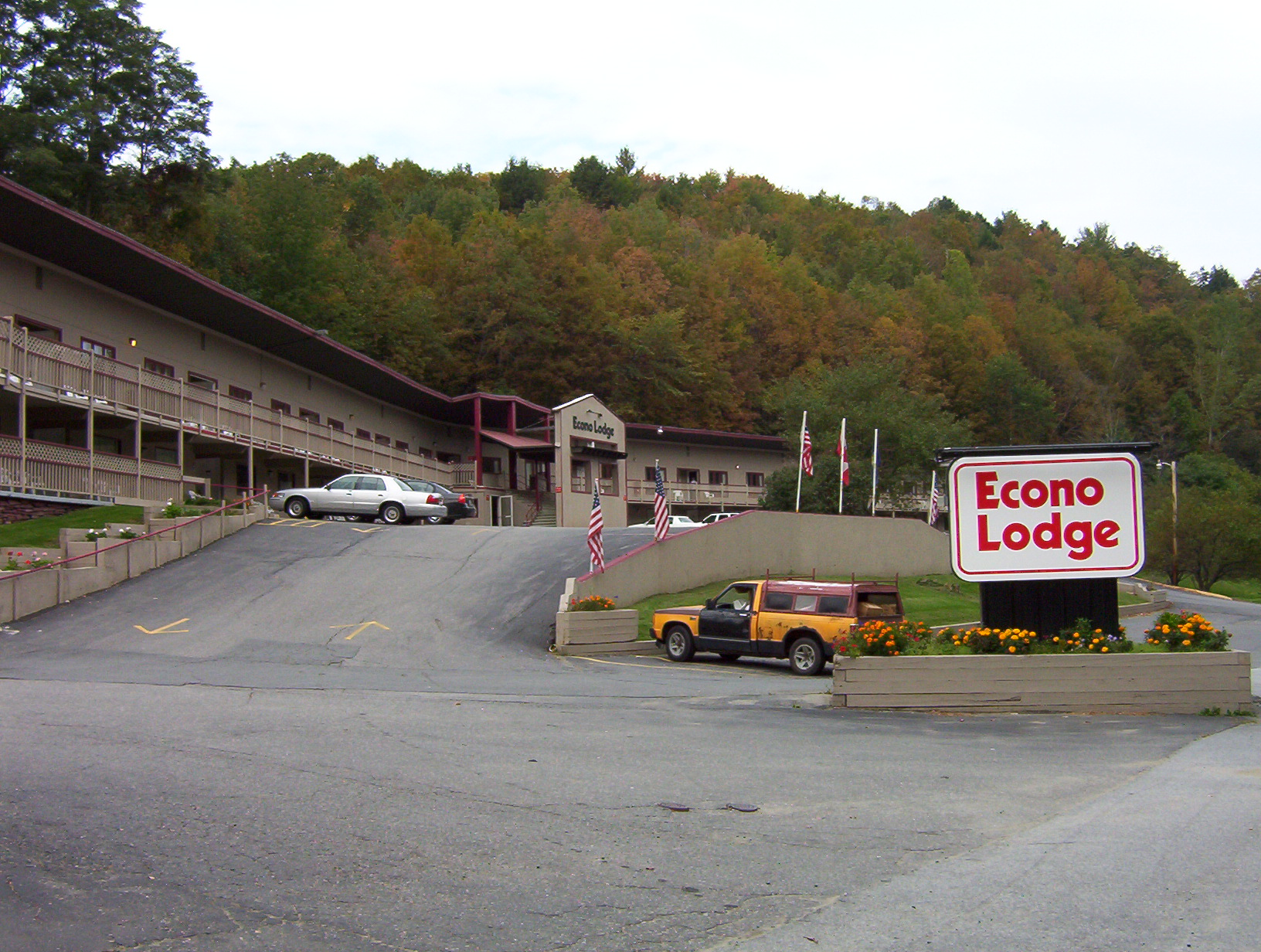

## Распространение в Европе
| страна     | кол-во мотелей |
| ---------- | -------------- |
| Франция    | 10886          |
| Нидерланды | 3397           |
| Италия     | 2147           |
| Россия     | ~2000          |
| Англия     | 1974           |
| Испания    | 1211           |
| Чехия      | 696            |
| Швеция     | 506            |
| Хорватия   | 214            |
| Словения   | 61             |
| Андорра    | 15             |